# Maya Graf
Maya Graf, née le 28 février 1962 à Sissach (originaire du même lieu), est une agricultrice et une personnalité politique suisse, membre des Verts. 
Elle est députée du canton de Bâle-Campagne au Conseil national, qu'elle préside en 2013, à partir de juin 2001 puis au Conseil des États depuis décembre 2019.

## Biographie
Maya Graf naît le 28 février 1962 à Sissach, dans le canton de Bâle-Campagne. Elle est originaire du même lieu. Son père, Fritz Graf, également engagé en politique et député au Landrat du canton de Bâle-Campagne, est membre de l'UDC,.
Titulaire d'un diplôme de travailleuse sociale, elle dirige avec son frère une exploitation agricole bio à Sissach.
Elle est mariée à Niggi Bärtschi et mère de deux enfants, nés en 1993 et 1996,.

## Parcours politique
Elle siège au législatif communal de Sissach de juillet 1988 à juin 1995. Cette année-là, elle est élue au Grand Conseil du canton de Bâle-Campagne, où elle siège jusqu'en mai 2001.
En juin 2001, elle accède au Conseil national à la suite de la démission de la députée verte en place, Ruth Gonseth. Elle est réélue à quatre reprises, en octobre 2003, en octobre 2007, en octobre 2011 et en octobre 2015. Elle siège au sein de la Commission de la science, de l'éducation et de la culture (CSEC) jusqu'en novembre 2015, à la Commission de la sécurité sociale et de la santé publique (CSSS) à partir de décembre 2007 et à la Commission de gestion (CdG) à partir de novembre 2013. Elle préside le groupe des Verts du 1er mai 2019 au 28 novembre 2010.
Le 26 novembre 2012, elle accède à la présidence du Conseil national. Elle est le premier membre des Verts à ce poste.
Le 24 novembre 2019, elle est élue au second tour au Conseil des États, l'emportant sur la libéral-radicale Daniela Schneeberger pour 2 000 voix d'écart (32 581 contre 30 488), alors qu'elle accusait un retard de près de 3 500 voix à l'issue du premier tour. Elle est la première femme de son canton à y siéger,. Elle rejoint les mêmes commissions que celles dont elle avait été membre au Conseil national (CdG, CSEC et CSSS). Elle est réélue au premier tour en octobre 2023.

### Autres mandats
Elle exerce différentes fonctions associatives : elle est notamment présidente du Groupe de travail suisse sur le génie génétique (Schweizerische Arbeitsgruppe Gentechnologie) et vice-présidente du Comité d'action du nord-ouest de la Suisse contre les centrales nucléaires (Nordwestschweizerischen Aktionskomitees gegen Atomkraftwerke)[réf. nécessaire].

### Activité parlementaire
Elle dépose entre 2006 et 2008 trois motions sur les nanotechnologies, demandant sans succès leur réglementation, leur déclaration obligatoire sur les emballages des produits qui en contiennent et la mise en place d'un programme national de recherche sur leur utilité et leurs risques.
En 2003, elle est l'une des protagonistes du documentaire Le génie helvétique de Jean-Stéphane Bron qui montre les coulisses du débat sur les organismes génétiquement modifiés au Parlement fédéral.